# Мартиниан (Муратовский)
Архиепископ Мартиниан (в миру Михаил Семёнович Муратовский; 1820, Муратовка, Свияжский уезд, Казанская губерния — 5 (17) июля 1898, Симферополь) — епископ Русской православной церкви, архиепископ Таврический и симферопольский.

## Биография
Родился в 1820 году в селе Муратовке Свияжского уезда Казанской губернии в семье причетника.
В 1842 году окончил Казанскую духовную семинарию и определён учителем в Свияжское духовное училище.
13 июля 1845 года пострижен в монашество, а 5 августа рукоположён во иеродиакона.
3 марта 1846 года рукоположён во иеромонаха.
В 1853 году назначен смотрителем Свияжского духовного училища.
С 25 июля 1856 года — настоятель Свияжской Макарьевской пустыни.
С 19 июля 1861 года — настоятель Иркутского Вознесенского монастыря в сане архимандрита.
9 февраля 1869 года хиротонисан во епископа Селенгинского, викария Иркутской епархии.
С 17 октября 1877 года — епископ Камчатский, Курильский и Благовещенский.
В этом же году заложил первый в епархии храм в честь Святителя Иннокентия Иркутского при братской трапезе Корсунского монастыря.
6 июня 1882 в году Благовещенске заложено каменное здание духовной семинарии, а 6 октября 1885 году — освящено.
С 11 мая 1885 года — епископ Таврический и Симферопольский.
14 мая 1896 года возведён в сан архиепископа.
С 19 января 1897 года уволен на покой с местожительством в Херсонесском монастыре.
Скончался 5 июля 1898 года в Симферополе.